# 奥野正幸
奥野 正幸（おくの まさゆき）は日本の鉱物学者。地球科学者。金沢大学名誉教授。

## 来歴
1978年、岡山大学理学部地学科（現・地球科学科）卒。1980年に東京工業大学大学院修士課程修了、金沢大学では助手を経て理学部地球学科の教授となり、理工研究域地球社会基盤学系教授を経て、現在、名誉教授）。
彼は珪酸塩ガラスや融液の構造について、X線散乱、赤外分光、ラマン分光などの手法を用いて研究を展開している。
岡山大学理学部生時代地学科地球化学講座に所属し逸見吉之助教授に師事した。奥野の岡大時代の同期にINPEX社の石油探鉱技術者になった鍋谷淳がいる。